# Dee Bost
Demarquis Bost, detto Dee (Charlotte, 12 ottobre 1989), è un cestista statunitense naturalizzato bulgaro.

## Carriera
Ha segnato 4 punti in 19 minuti di azione partendo dalla panchina nell'All Star Game NBDL del 2014.
Con la Bulgaria ha disputato i Campionati europei del 2022.

## Palmarès

### Squadra
- Campionato montenegrino: 1

Budućnost: 2012-13
- Campionato polacco: 1

Zielona Góra: 2015-16
- Leaders Cup: 2

Monaco: 2017
ASVEL: 2023
- Coppa di Francia: 1

Strasburgo: 2017-18
- Supercoppa polacca: 1

Zielona Góra: 2015
- Eurocup: 1

Monaco: 2020-21

### Individuale
- All-NBDL All-Defensive Third Team (2014)
- NBDL All Star (2014)